# Schachbundesliga (Österreich)
Die Schachbundesliga ist die höchste Spielklasse im österreichischen Mannschaftsschach. Sie wurde zur Saison 1975/76 unter dem Namen Staatsliga eingeführt, hieß von 1989/90 bis 2002/03 Staatsliga A und wurde zur Saison 2003/04 in 1. Bundesliga umbenannt. In der Saison 1975/76 gehörten der Staatsliga 8 Mannschaften an, von der Saison 1976/77 bis zur Saison 1988/89 10 Mannschaften, seitdem 12 Mannschaften.
Die zweithöchste Spielklasse ist die 2. Bundesliga, die in drei parallelen Staffeln mit je 12 Mannschaften spielt. Es wird jeweils an sechs Brettern gespielt.

## Organisationsform
Die Spieltage der Schachbundesliga werden zentral an einem Ort ausgetragen und finden an drei verlängerten Wochenenden (zweimal Donnerstag bis Sonntag, einmal Freitag bis Sonntag) statt. Alle Partien der 1. und 2. Bundesliga sollen live im Internet auf der Homepage der Schachbundesliga übertragen werden. Die drei Letzten der 1. Bundesliga steigen ab und werden durch die Sieger der drei Zweitligastaffeln ersetzt. Über die Endplatzierung entscheidet zunächst die Anzahl der Mannschaftspunkte (2 Punkte für jeden gewonnenen Mannschaftskampf, 1 Punkt für jeden unentschiedenen Mannschaftskampf, 0 Punkte für jeden verlorenen Mannschaftskampf), anschließend die Anzahl der Brettpunkte (1 Punkt für jede Gewinnpartie, 0,5 Punkte für jede Remispartie, 0 Punkte für jede Verlustpartie). Pro Verein ist maximal eine Mannschaft in der 1. Bundesliga spielberechtigt.
Pro Mannschaft dürfen 14 Spieler plus bis zu zwei Jugendspieler gemeldet werden. Die Rangfolge ist vor der Saison verbindlich festzulegen. Grundsätzlich muss die Rangliste nach Spielstärke gemeldet werden, allerdings ist eine abweichende Rangliste zulässig, sofern kein Spieler über 200 Elo-Punkte mehr hat als ein vor ihm gemeldeter Spieler. Eine Ausländerbeschränkung besteht nicht. Die Bedenkzeit beträgt 90 Minuten für die ersten 40 Züge und 30 Minuten bis zum Partieende; ab dem ersten Zug erhält jeder Spieler zudem eine Zeitgutschrift von 30 Sekunden pro Zug bis zum Ende der Partie. Ein Remisangebot ist erst ab dem 30. Zug zulässig.

## Meister
- 1975/1976: SK Austria Wien
- 1976/1977: SK VÖEST Linz
- 1977/1978: SK Austria Wien
- 1978/1979: SK Hietzing Wien
- 1979/1980: SK Merkur Graz
- 1980/1981: ASK Klagenfurt
- 1981/1982: SK Hietzing Wien
- 1982/1983: SK Austria Wien
- 1983/1984: SK VÖEST Linz
- 1984/1985: SK VÖEST Linz
- 1985/1986: SK VÖEST Linz
- 1986/1987: SK Merkur Graz
- 1987/1988: SK Merkur Graz
- 1988/1989: WSV ATSV Ranshofen
- 1989/1990: SK Merkur Graz
- 1990/1991: SK Merkur Graz
- 1991/1992: SK Merkur Graz
- 1992/1993: SC Margareten Wien
- 1993/1994: SC Margareten Wien
- 1994/1995: SC Margareten Wien
- 1995/1996: SK Merkur Graz
- 1996/1997: SK Merkur Graz
- 1997/1998: SK Merkur Graz
- 1998/1999: SK Merkur Graz
- 1999/2000: SK Merkur Graz
- 2000/2001: SK Merkur Graz
- 2001/2002: SK Merkur Graz
- 2002/2003: ESV Austria Graz
- 2003/2004: SK Hohenems
- 2004/2005: Union Ansfelden
- 2005/2006: Styria Graz
- 2006/2007: Union Ansfelden
- 2007/2008: SK Advisory Invest Baden
- 2008/2009: Husek Wien
- 2009/2010: SK Sparkasse Jenbach
- 2010/2011: SK Sparkasse Jenbach
- 2011/2012: SK Advisory Invest Baden
- 2012/2013: SK Sparkasse Jenbach
- 2013/2014: SK Hohenems
- 2014/2015: SK Sparkasse Jenbach
- 2015/2016: SC MPÖ Maria Saal
- 2016/2017: SV Raika Rapid Feffernitz
- 2017/2018: SK Sparkasse Jenbach
- 2018/2019: SV Raika Rapid Feffernitz
- 2019/2020: SK Sparkasse Jenbach
- 2020/2021: SV "Das Wien" St. Veit
- 2021/2022: SK Sparkasse Jenbach
- 2022/2023: ASV Linz
- 2023/2024: ASV Linz
- 2024/2025: ASV Linz

## Frauenbundesliga
In der Saison 2011/12 wurde erstmals die Damenbundesliga ausgetragen, an der sich acht Zweierteams beteiligten. Seit der Saison 2015/16 – nun unter dem Namen Frauenbundesliga – wird an vier Brettern gespielt, und es sind auch ausländische Spielerinnen zugelassen.